# Атињи (Ардени)
Атињи (фр. Attigny) насеље је и општина у североисточној Француској у региону Шампања-Ардени, у департману Ардени која припада префектури Вузје.
По подацима из 2011. године у општини је живело 1.234 становника, а густина насељености је износила 107,68 становника/km². Општина се простире на површини од 11,46 km². Налази се на средњој надморској висини од 83 метара.

## Демографија
| 1962. | 1968. | 1975. | 1982. | 1990. | 1999. | 2011. |
| ----- | ----- | ----- | ----- | ----- | ----- | ----- |
| 1.525 | 1.536 | 1.445 | 1.265 | 1.216 | 1.200 | 1.234 |

График промене броја становника у току последњих година